# Rest sten

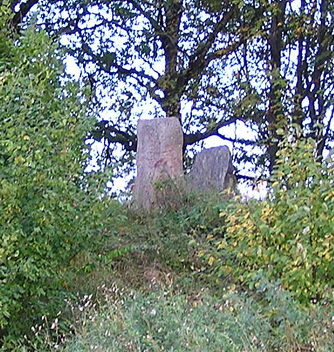
Runstenen Sö 328 med rest sten.

En rest sten, även bautasten, är ett långsmalt stenblock som man ställt upp i en grop packad med småsten. De förekommer i Skandinavien oftast på gravfält från järnåldern och ibland tillsammans med runstenar eller bildstenar. Skillnaden är att en rest sten saknar ristningar. I kontinentala Europa används ordet menhir (från franskan; ytterst från de bretonska orden men "sten" och hir "lång").

## Beskrivning

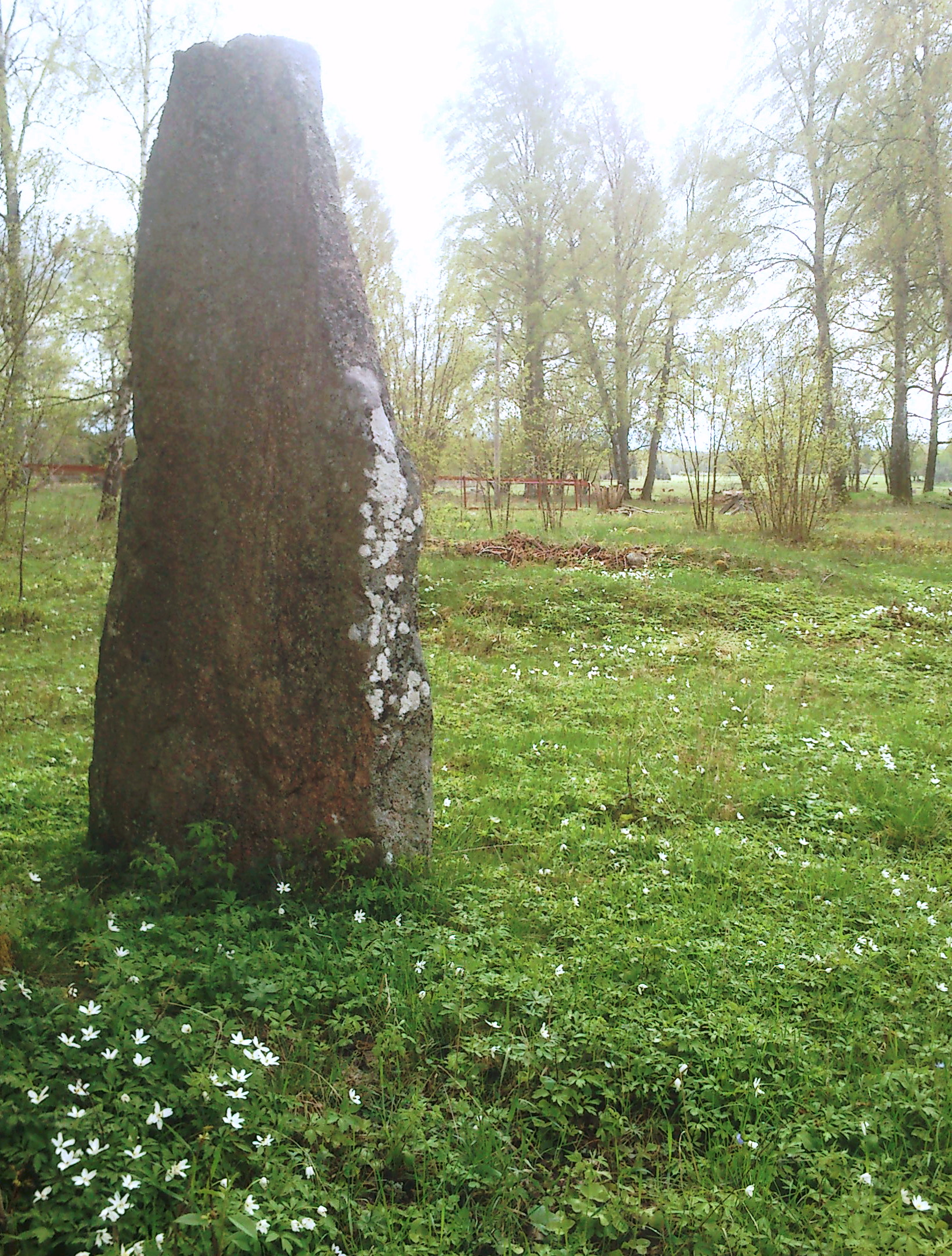
Glottrastenen.

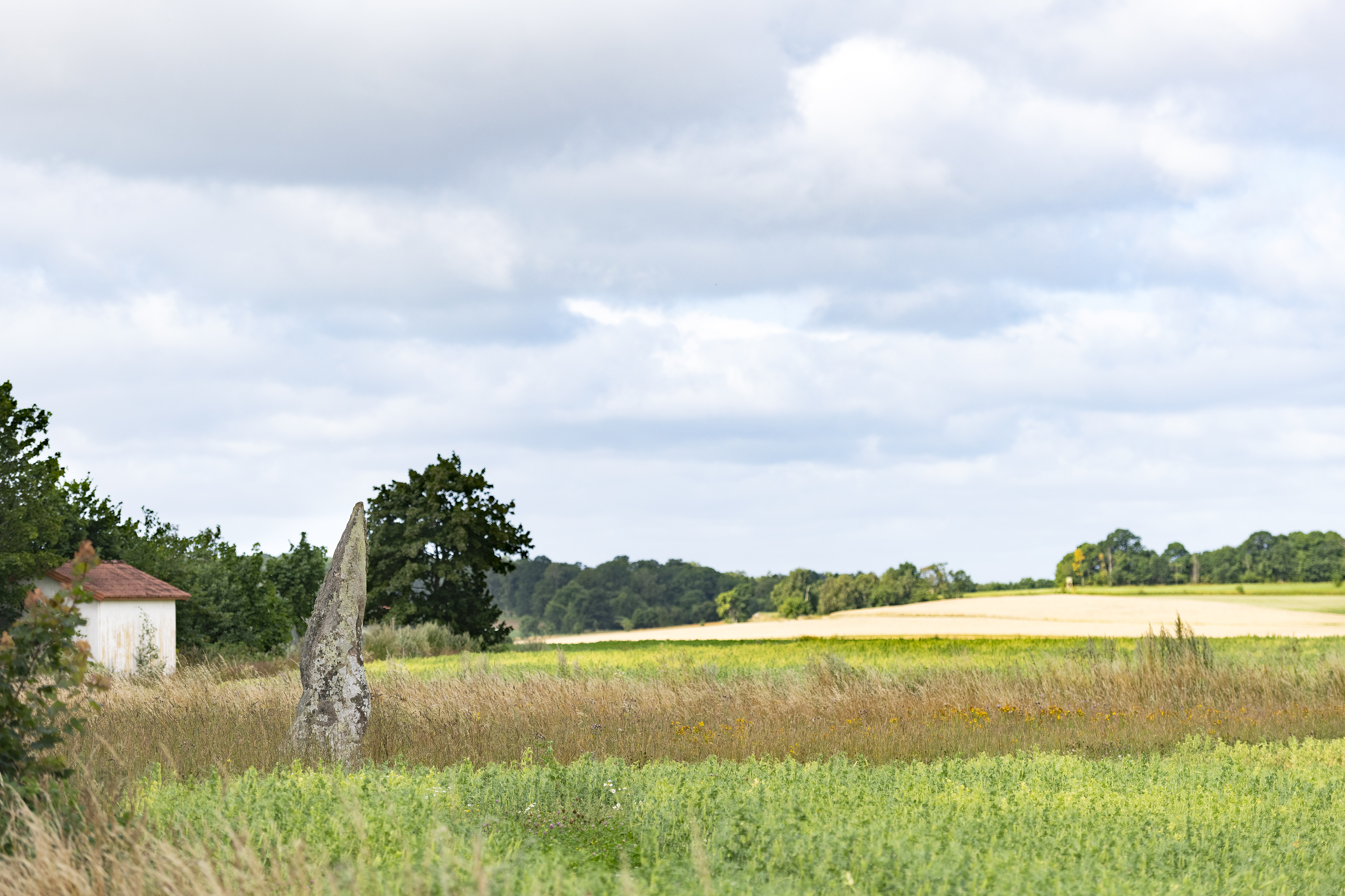
Rest sten vid Asige kyrka i Halland

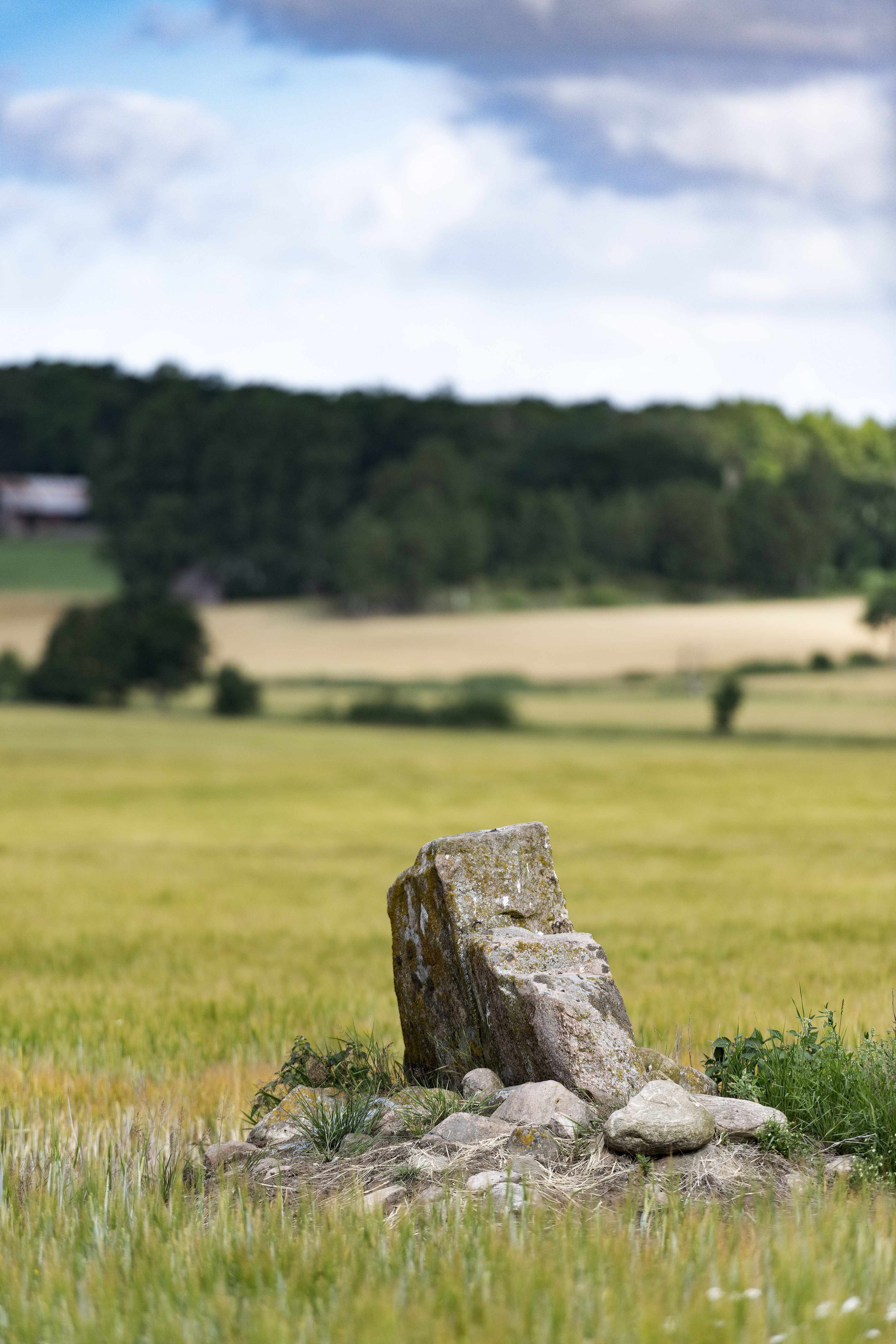
Rest sten mellan Slöinge och Asige, Halland

Resta stenar kan stå för sig själva som gravmarkörer på mansgravar (medan kvinnogravarna har gravklot). De kan också ingå i mera intrikata monument som skeppssättningar, domarringar, stensättningar och gravhögar. Kända exempel är Stonehenge och stenraderna i Carnac.
Vid inventering av fornlämningar är begreppet resta stenar primärt reserverat för fristående enskilda stenar som är eller som har varit uppresta och markfasta. Deras funktioner är många gånger oklara.
Resta stenar har en tendens att falla omkull med tiden. Om man besöker ett uppskyltat gravfält och finner många stående stenar så beror det i regel på att gravfältet genomgått restaurering under tidiga/mellersta 1900-talet (jfr Ales stenar). Numera gör man inte sådana ingrepp i fornlämningar utan att totalutgräva dem först.
Ordet bautasten förekommer i Edda, till exempel i Havamal; "Sällan bautastenar / stånda byväg när / om ej resta av frände åt frände". I svenskan förekommer det för första gången hos Olof Verelius år 1664 men används numera inte av arkeologer. Dock är det vanligt i den svenska översättningen av serien Asterix där figuren Obelix går omkring med en bautasten.
Resta stenar, som fristående stenar, finns i många områden. Bland annat har det så kallade megalit-området, som sträcker sig från Medelhavet längs hela Atlantkusten, många sådana lämningar. I Frankrike kan de äldsta dateras till tiden omkring 4500-4000 f.Kr. medan de äldsta på den Iberiska halvön och på de brittiska öarna är runt 2000 år yngre, vilket också gäller västra Tyskland och angränsande områden.

## Norden
Resta stenar som fristående företeelser finns också från stora delar av Götaland och Svealand, vilka normalt dateras till århundradena kring Kristi födelse, men enstaka i Halland tycks vara från bronsåldern.
I södra Sverige förekommer resta stenar även under yngre järnålder. I de fall som resta stenar ingår i andra typer av fornlämningar berörs också vissa delar av bondestenåldern när man byggde stenkammargravar. Speciella fornlämningstyper där resta stenar ingår, är exempelvis skeppssättningar, domarringar och treuddar. Alla dessa betraktas som gravtyper, men i en del fall kan graven vara sekundär gentemot någon annan för oss okänd funktion.
Om det finns runristningar på den resta stenen kallas den runsten och om stenen har bildmotiv benämns den bildsten. Skandinaviens högsta resta sten är Vindbräckastenen i Bohuslän. Björketorpsstenen i Blekinge  är ett monument som omfattar tre resta stenar, en med runor på. Andra exempel på resta stenar i Sverige är Hagbards galge i Halland, Odens flisor på Öland och Glottrastenen i Närke. Flera resta stenar finns uppställda på Li gravfält och Örelids stenar, båda i Halland. Även Jordbrogravfältet, ett gravfält från äldre järnålder på Södertörn i Södermanland, har flera resta stenar.